# Popeye no eigo asobi
Popeye no eigo asobi (ポパイの英語遊び?) è un videogioco educativo del 1983 pubblicato per Family Computer. Insieme alla conversione di Popeye, il gioco è uno dei due titoli per la console che hanno come protagonista Braccio di Ferro.
Nel videogioco Braccio di Ferro spiega come pronunciare le parole in inglese. Il gioco non è stato distribuito in Occidente per lo scarso interesse del mercato americano.

## Modalità di gioco
Il gioco utilizza la stessa grafica e una simile meccanica di gioco della versione Famicom di Popeye; la principale differenza è che i giocatori non "muoiono", possono solo ottenere risposte errate.
Il gioco contiene tre modalità: Word Puzzle A, Word Puzzle B e Word Catcher.
- In Word Puzzle A (basata sul primo livello del gioco arcade originale) il giocatore seleziona una categoria tra le sei disponibili (animali, paesi, cibo, sport, scienza e altro[2]) e ottiene una parola in giapponese, che deve riscrivere in inglese facendo sì che Braccio di Ferro punti sulla lettera appropriata. Ogni lettera errata farà sì che Bluto dia un pugno ad un cesto con Pisellino all'interno, lanciandolo lontano. L'obbiettivo sarebbe quello di completare la parola prima che possa cadere. Il giocatore può anche dare forfait selezionando "?".
- Word Puzzle B è identico a Word Puzzle A, con l'unica differenza che qui non viene data la parola giapponese da tradurre, ma solo gli spazi vuoti corrispondenti alle lettere inglesi.
- Word Catcher (basata sul terzo livello del gioco arcade originale) è l'unica modalità a due giocatori, i quali controllano Braccio di Ferro e Bluto rispettivamente. Tre parole giapponesi vengono mostrate sul lato sinistro dello schermo. Olivia nel frattempo lancia lettere dall'alto, e i due devono prendere le lettere corrispondenti. Vince il giocatore che per primo traduce correttamente cinque parole[2].